# BAE Hawk
Il BAE Hawk, precedentemente Hawker Siddeley Hawk poi BAe Hawk, è un monomotore a reazione da addestramento intermedio-avanzato di costruzione britannica realizzato dagli anni settanta ed attualmente ancora in produzione nelle sue versioni aggiornate.
L'Hawk progettato e sviluppato dalla Hawker Siddeley, venne prodotto da questa azienda fino al suo assorbimento nella British Aerospace, che a sua volta è stata assorbita dalla BAE Systems.
Dal 1980 è l'aereo impiegato dalla pattuglia acrobatica della Royal Air Force, i Red Arrows.
Dall'Hawk venne sviluppato l'addestratore avanzato per l'US Navy T-45 Goshawk, grazie alla collaborazione tra la British Aerospace e la statunitense McDonnell Douglas.

## Utilizzatori
Arabia Saudita

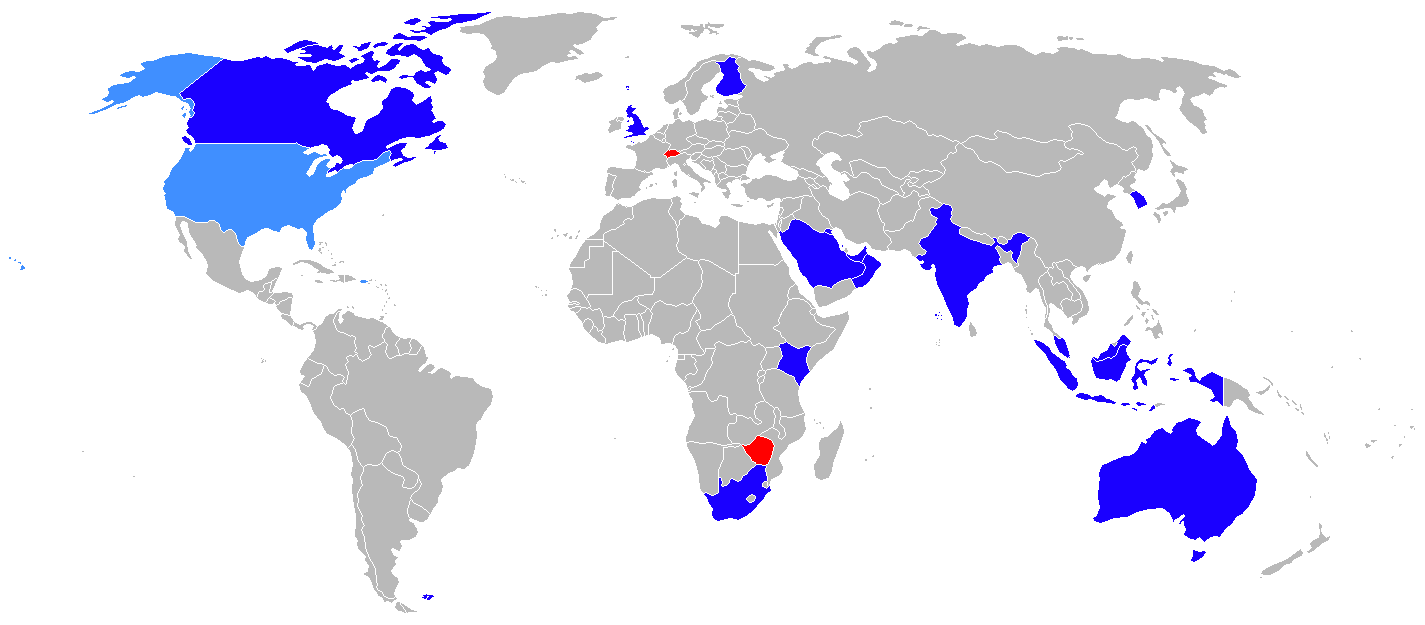
Gli attuali operatori dell'Hawk sono indicati in blu scuro, quelli passati in rosso e gli operatori del T-45 Goshawk in azzurro.

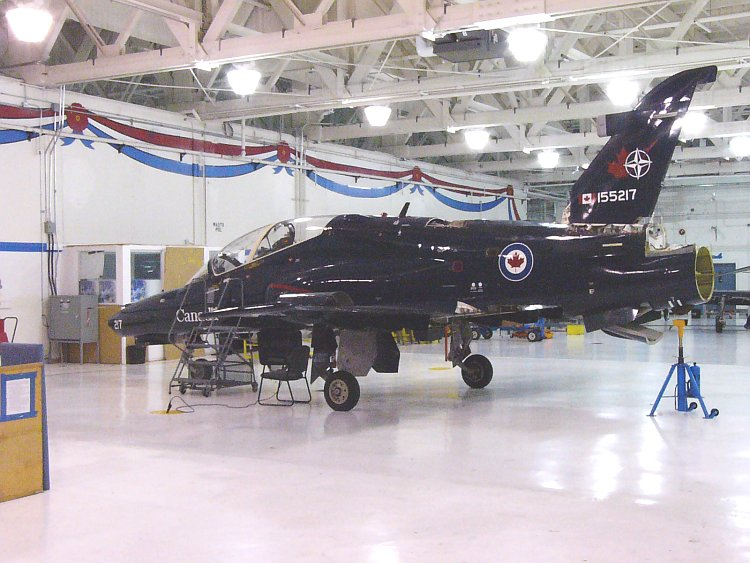
Un CT-155 Hawk in servizio in Canada, durante la manutenzione presso la CFB Moose Jaw, 3 novembre 2005

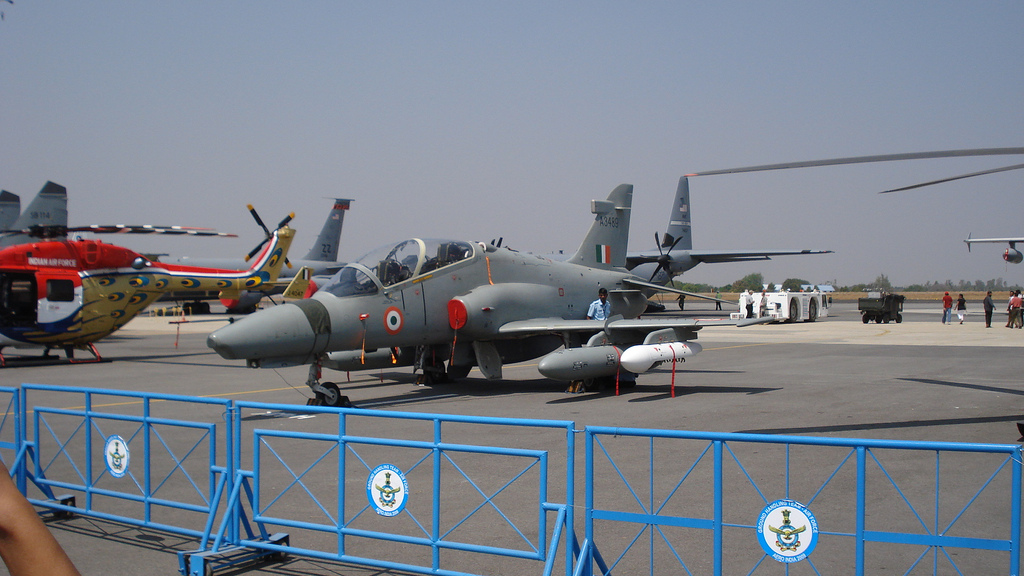
Un BAE Hawk Mk. 132 dell'indiana Bhāratīya Vāyu Senā all'Aero India 2009.

- Al-Quwwat al-Jawwiyya al-Sa'udiyya

45 Mk. 65 in servizio a settembre 2015. 44 Mk. 165 ordinati.
 Australia
- Royal Australian Air Force

33 Hawk Mk.127 ricevuti a partire dal 1997 (sottoposti ad upgrade tra il 2014 ed il 2019), tutti in servizio al giugno 2020.
 Bahrein
- Royal Bahraini Air Force

6 Hawk Mk. 129 ordinati nel luglio del 2002 e tutti in servizio al settembre 2021.
 Canada
- Royal Canadian Air Force[12]

22 Hawk Mk. 115, ridesignati CT-115, consegnati tra il luglio 2000 e l'agosto 2004. L'Air Command, al 2018, ha eseguito una serie di modifiche alla sua flotta di Hawk, che avrebbero prolungato la vita degli aerei del 35%, con il programma Hawk Fatigue Life Improvement (FLIP) che prevedeva modifiche sulla coda e dove le ali incontravano la fusoliera. Gli ultimi 15 esemplari in organico sono stati radiati a marzo 2024.
 Emirati Arabi Uniti
- Al-Quwwāt al-Jawiyya al-Imārātiyya

18 Hawk Mk. 102 consegnati, 12 in servizio all'ottobre 2019.
 Finlandia
- Suomen ilmavoimat

50 Mk.51 e 7 Mk.51 acquistati agli inizi degli anni novanta. 18 Mk.66 acquistati dall'aviazione svizzera nel 2007 e 8 Mk.51A sono stati sottoposti ad un programma di aggiornamento. Due dei 18 Hawk Mk.66 ex svizzeri sono stati persi in un incidente il 13 novembre 2013. 16 Mk.66, 7 Mk.51A e 8 Mk.51 in servizio al marzo 2020.
 Giordania
- Al-Quwwat al-Jawwiyya al-malikiyya al-Urdunniyya

13 Mk. 63 ricevuti di seconda mano dagli Emirati Arabi. Ulteriori 6 esemplari ex Emirati Arabi sono in attesa di essere consegnati al 17 Squadron. Uno dei 13 esemplari consegnati è andato perso il 31 marzo 2016. I 12 esemplari superstiti sono stati messi in vendita a gennaio 2019.
 India
- Bhāratīya Vāyu Senā

106 Hawk Mk.132 consegnati.
- Indian Naval Air Arm

17 Hawk Mk. 132 ordinati nel 2010, i primi due dei quali sono stati consegnati a settembre 2013.
 Indonesia
- Tentara Nasional Indonesia Angkatan Udara

20 Hawk Mk. 53 ordinati nel 1978, consegnati nel periodo 1980-1984 ed utilizzati fino al 2015.
 8 Hawk Mk. 109 ordinati nel 1993 e consegnati tra il 1996 ed il 1998.
 16 Hawk Mk. 209 monoposto da attacco al suolo ordinati nel 1993 e consegnati, più ulteriori 16 consegnati nel 1999-2000. 8 Hawk Mk. 109 ordinati nel 1993 e consegnati tra il 1996 ed il 1998. Gli esemplari ancora in organico al luglio 2019, a partire dal 2016, sono stati sottoposti ad un programma di aggiornamento comprendente un nuovo RWR (Radar Warning Receiver) e migliorie alle capacità di attacco al suolo.
 Kuwait
- Al-Quwwat al-Jawwiyya al-Kuwaytiyya

12 Hawk Mk. 64 conseganti, 6 ancora in organico al giugno 2022, ma messi a terra già da tempo.
 Malaysia
- Tentera Udara Diraja Malaysia

10 Mk. 108 esemplari consegnati tra il 1994 e il 1995, cinque dei quali persi in incidenti.
 18 Mk. 208 ricevuti tra il 1994 e il 1995.
 Oman
- Al-Quwwat al-Jawiyya al-Sultaniyya al-'Umaniyya

 Qatar
- Qatar Emiri Air Force

9 Hawk Mk. 167 ordinati a giugno 2018 con consegne a partire dal 2021. I primi due esemplari sono stati consegnati sulla RAF Leeming il 1 settembre 2021, dove saranno utilizzati per sostenere il joint Qatari-United Kingdom Hawk training squadron.
 Regno Unito
- Royal Air Force

76 T1 e 28 T2 consegnati. Gli esemplari della versione T1A (tranne gli esemplari in carico alla pattuglia Red Arrows), sono stati ritirati a marzo 2022.
- - RAF Aerobatic Team "Red Arrows" presso RAF Scampton
- Royal Navy

13 T1 in servizio al 2016.
- - Fleet Requirements Air Direction Unit (FRADU)

 Stati Uniti
- US Navy

vedi McDonnell Douglas-BAe T-45 Goshawk
 Sudafrica
- Suid-Afrikaanse Lugmag

24 Hawk Mk. 120 ordinati nel 2000, 23 dei quali costruiti localmente dalla Denel. Due esemplari persi in incidenti.
 Zimbabwe
- Air Force of Zimbabwe

12 Hawk T.60 ricevuti a partire dal 1982, 3 dei quali persi in incidenti. Ritirati nel 2011 a causa di mancanza di parti di ricambio per l'embargo iniziato nel 2000. A maggio 2022, quattro esemplari sono stati riportati in condizioni di volo aggirando l'embargo.

### Passati
Corea del Sud
- Daehan Minguk Gonggun

operò con 20 esemplari dal 1992 al 2013.
 Kenya
- Kenya Air Force

operò con 8 esemplari a partire dal 1980.
 Svizzera
- Forze aeree svizzere

20 Hawk Mk. 66 acquistati nel 1987, in servizio dal 1989 al 2003. 18 sono stati venduti all'Aeronautica militare finlandese nel 2007.

### Nella cultura di massa
- In ambito videoludico, l'Hawk compare nel videogioco Ace Combat 5: Squadron Leader.

## Modellismo
- AirFix 1/72 BAe Hawk Red Arrows, Qualità Ottima, Reperibilità buona
- AirFix 1/72 BAe Hawk, Qualità Ottima, Reperibilità abbastanza buona
- Freewing 6S Hawk T1 “Red Arrow” High Performance 70mm EDF Jet - PNP, Qualità Ottima, Reperibilità Ottima, per comprare: https://www.motionrc.eu/products/freewing-6s-hawk-t1-red-arrow-high-performance-70mm-edf-jet-pnp-fj21412p